# 變化 (相撲)
變化，是大相撲比賽中一種非常規戰術。

## 概要
當兩個力士正式比賽後，其中一方突然避開，令對方失神被推趺。
這做法一般用在身高體重劣勢的力士身上，
雖然它沒有被禁止，這種行為經常被批評為使努力變得無聊，但也有人認為是一種智取的方法。
為了鍛鍊力士的心靈，身體和技術，一般也不會在相撲部屋教授此戰法。